# Arcosur
Arcosur är en stadsdel i Zaragoza i Spanien. Stadsdelen angränsar i nordväst till Rosales del Canal, i nordost till Montecanal och i öst till Valdespartera.